# Frascarolo
Frascarolo är en ort och kommun i provinsen Pavia i regionen Lombardiet i Italien. Kommunen hade 1 177 invånare (2018).